# Oskar Sima
Oskar Sima, född 31 juli 1896 i Hohenau an der March, Österrike-Ungern, död 24 juni 1969 i Langenzersdorf, Österrike, var en österrikisk skådespelare. Sima gjorde långt fler än 200 roller inom tyskspråkig film från debuten 1921 fram till sista rollen 1967. Ofta dök han upp i biroller och småroller som komiska figurer. Han blev dock också kontroversiell för att likt kollegorna Attila Hörbiger och Paula Wessely offentligt ha gått ut med stöd för Anschluss 1938.

## Filmografi (i urval)
- 1929 – Den gåtfulla kvinnan
- 1930 – Kärlekstjuven
- 1930 – Gudarnas älskling
- 1931 – Till polisens förfogande
- 1932 – Bättre dag för dag
- 1932 – Kärlekspensionatet
- 1932 – Pensionatets lockfågel
- 1933 – Lördagsmiljonären
- 1936 – En kvinnas hemlighet
- 1936 – Födelsemärket
- 1937 – De sju örfilarna
- 1938 – 5 miljoner söka en arvinge
- 1940 – I hamn och famn
- 1950 – Hjärtan i landsflykt
- 1953 – Som ett brev på posten
- 1958 – Hallo Taxi
- 1962 – Läderlappen